# Понтий Римлянин
Понтий Римлянин, или Понтий Кимельский (ум. 257) — святой христианский мученик.

## Биография
Понтий родился в семье почтенного римского сенатора Марка и его жены Юлии. Более двадцати лет они пытались зачать ребенка, но тщетно; лишь на двадцать втором году супружества Юлия к великой радости почувствовала, что она забеременела. На пятом месяце беременности она, обходя вместе со своим мужем идольские капища, — оба они были язычники, — пришла в храм Дия, называвшегося великим. Здесь Юлия взглянула на жреца, который с венцом на голове совершал жертвоприношение пред идолом; вдруг жрец пришёл в сильнейшее возбуждение и, сняв с себя венец, начал раздроблять его на части, крича со слезами:
«Эта жена носит во чреве того, который разрушит до основания сей великий храм и уничтожит его богов!»
Эти слова жрец прокричал несколько раз, чем привел всех присутствовавших в ужас и из них особенно Марка и Юлию; они в трепете убежали из храма в свой дом, находившийся близ храма. Взяв камень, Юлия стала наносить себе удары по чреву и бокам со словами:
«О, если бы мне не зачинать того, от кого разорится храм и боги сокрушатся; лучше мне самой умереть с ним, чем родить его!»
Однако она родила совершенно здорового младенца, хотя все ожидали, что он будет мертв, вспоминая те сильные удары камнем, какие наносила себе мать. Юлия хотела убить новорожденного наверняка, но Марк воспротивился этому, сказав что
«Если Дий захочет, он сам отомстит своему врагу; мы же не будем убийцами своего дитяти.»
Так мальчик остался жить и был назван Понтием. Когда сын подрос, родители отдали его в училище и никогда не брали его с собою в храм. Отрок же возрастал не только годами, но и умом: уже во время ранней юности он мог по справедливости быть назван философом; вместе с тем он был очень сведущ и в других науках, так как обладал отличной памятью и большою начитанностью; стремлением к истинному знанию Понтий превосходил всех своих сверстников.
Раз ранним утром он отправился к своему учителю, и ему случилось проходить мимо одного христианского дома и в то именно время, когда собравшиеся там вместе с папою Понтианом верные пели утренние Псалмы. Вслушавшись в пение он вздохнул и невольно задумался над смыслом этого изречения, затем, умилившись под действием благодати Святаго Духа, Понтий заплакал и, подняв руки к верху, воскликнул:
«Боже, Которому я слышу сейчас возносимую хвалу, дай мне познать Тебя!»
Войдя в комнату и увидя, что совершается Богослужение, отрок удалился в угол, где и пробыл до конца Богослужения, внимательно слушая и умиляясь сердцем. Затем он подошёл к святому папе и попросил объяснить некоторые вещи. Священник охотно объяснял мальчику догматы веры и вскоре Понтий стал истинным христианином.
После погибели мучителя Максимина царём был Гордиан, преемником которого явился Филипп, сделавший своим соправителем сына своего, тоже Филиппа; оба они очень любили святого Понтия — как человека мудрого, благочестивого и полезного в делах правления своими советами. Святый Понтий долго просвещал царей: он рассказал им всё подробно о Христе, о тайнах веры и о будущей жизни, и его речь, проникнутая благодатью Святого Духа, отверзла царям ум: уразумев всю истинность его слов, они умилились сердцем и уверовали в Господа нашего Иисуса Христа. Цари умоляли Понтия на следующий день ещё более подробно изъяснить им тайну спасения, чтобы они могли избежать неугасимого огня и в будущей бессмертной жизни получить часть со святыми. В этот день, равно как и после, цари не ходили в капитолий для принесения жертв идолам; они приказали только день тысячелетия Рима отпраздновать народными зрелищами.
Царь Декий вскоре погиб, и после кратковременного царствования Галла с Волузианом на престол римского государства вступил Валериан с сыном Галлиеном. Они желали уничтожить самое имя христиан не только в Риме, но и во всех областях его; с этою целью они повсюду рассылали особых начальников для мучения христиан; два таких мучителя, Клавдий и Анавий, были посланы и в Галльскую область. Они прежде всего пришли в город Кимелу; принеся жертвы богам и устроив посреди города резню, они издали повеления, которым предписывалось христиан брать и представлять к ним для пыток. Понтий, как муж знаменитый и знатный, был схвачен и представлен прежде всех на беззаконное судилище.
Игемон приказал бросить Понтия, заковав предварительно в цепи, в темницу, пока он сообщит о нём царям; затем Клавдий отправил к ним такое письмо:
«Владыкам вселенной, могучим победителям, царям римским Валериану и Галлиену рабы ваши Клавдий и Анавий: войдя в пределы Галлии, мы нашли Понтия, некогда смутившего Рим, сокрушившего богов и разорившего их храмы, а теперь укрывающегося от вашей власти и не повинующегося вашим велениям, и так как он один из знатнейших сенаторов, то мы не посмели подвергнуть его мучениям, но только, заключив в узы, посадили в темницу, доколе вы не рассмотрите это дело и не повелите, как мы должны с ним поступить».
Цари прислали такой ответ:
«Владычество наше повелевает вам следующее: если Понтий не захочет принести жертвы богам, то вы получаете над ним полную власть и можете умертвить его каким только образом хотите».
Выслушав царский ответ Понтий сказал:
«Я не имею никакого другого владыки, кроме единого Господа моего Иисуса Христа, Который всегда может избавить меня от тех мук, какими вы угрожаете мне.»

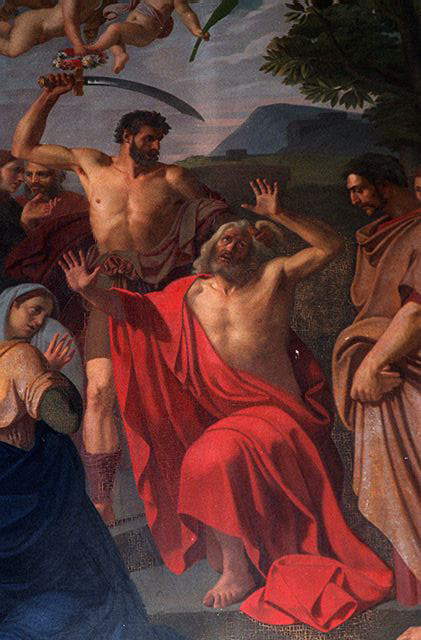
Казнь Понтия

Предание гласит, что до начала истязаний святой спокойно предупредил мучителей, что Господь не даст совершиться пытке и они увидят силу Божию. Действительно, как только слуги попытались привязать святого Понтия к дыбе, орудие тотчас же распалось на части, а палачи пали наземь, словно мёртвые. «Убедись, маловер, в силе моего Господа», — говорил святой Понтий Клавдию, но тот по совету Анавия отдал святого Понтия на растерзание двум медведям в цирке. Звери, не тронув святого, набросились на сторожей и растерзали их. Зрители стали кричать: «Един есть Бог, Бог христианский, в Которого верует Понтий!» Тогда был устроен костёр, но он прогорел, а святой остался жив, и даже одежда его не сгорела. Ещё сильнее народ закричал: «Велик Бог христианский!» Тогда присутствовавшие на зрелище иудеи стали кричать: «Убей скорее этого волхва!», — а святой Понтий возблагодарил Господа, вспоминая, что иудеи так же кричали Понтию Пилату: «Распни, распни Его», — требуя смерти Иисуса Христа. Святой Понтий был приговорён к усечению мечом, и казнь совершилась за городом в 257 году. 
Тело святого Понтия было предано погребению его сверстником и другом Валерием на месте казни; он же описал жизнь и смерть своего соратника.